# Pilomecyna excavata
Pilomecyna excavata là một loài bọ cánh cứng trong họ Cerambycidae.